# Szol-ilecki járás

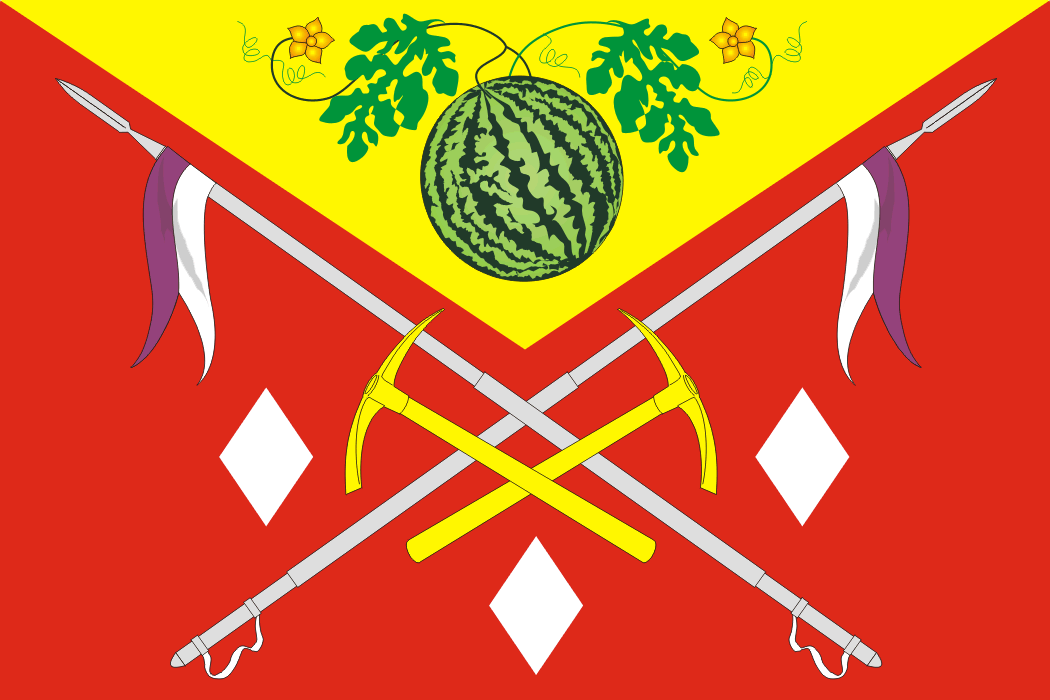
A Szol-ilecki járás zászlaja

A Szol-ilecki járás (oroszul Соль-Илецкий райо́н) Oroszország egyik járása az Orenburgi területen. Székhelye Szol-Ileck.

## Népesség
- 1989-ben 52 939 lakosa volt.
- 2002-ben 28 425 lakosa volt.
- 2010-ben 25 424 lakosa volt, melyből 12 062 orosz, 8 986 kazah, 2 080 tatár, 819 ukrán, 282 német, 128 cigány, 112 tadzsik.